# Nebkauhor
Nebkauhor je bio staroegipatski princ 6. dinastije, a možda je bio i krunski princ.
Njegov otac je bio faraon Teti II, 1. vladar 6. dinastije. On je oženio Iput I, ćerku faraona Unasa, te je ona rodila Nebkauhora, Pepija i nekoliko ćerki.
Nebkauhor je možda trebalo da postane faraon jer je bio najstariji sin svojih roditelja, ali je umro pre oca te je pokopan u grobnici vezira Akhethetepa Hemija na groblju svog dede Unasa.
„Lepo ime“ princa Nebkauhora bilo je Idu.